# تون عبد المجيد
تون عبد المجيد بن داتو بندهارا سري مهراجا تون عباس، (1718-1802) كان البندهارا الحادي والعشرين لسلطنة جوهر، الذي اعتقد المؤرخون أنه أول راجا بندهارا لولاية فهغ الذي اكتسب سيطرة فعالة على الإمارة، بعد الانحلال التدريجي لإمبراطورية جوهر بنهاية القرن الثامن عشر. 
لا يُعرف سوى القليل عن فهغ في القرن الثامن عشر باستثناء أنها شكلت جزءًا من ولاية جوهر التي تأسست كمقر لسلطة بندهارا للسلطنة.
أصبحت فهغ المقاطعة الخاصة للبندهارا. كان أول بندهارا حكم الإمارة بشكل فعال هو تون عبد المجيد الذي ارتقى إلى ذلك المنصب حوالي عام 1770. ومع ذلك استمر ولاؤه للسلطان. وكان منصبه بمثابة الحاكم الأعلى، حيث كان يستطيع بامتياز تنصيب السلطان، بالرغم من أن تنصيبه هو نفسه يجب أن يأتي من قبل السلاطين. أصبح البندهارا الممثل المعتمد بالكامل للملك في فهغ، وفي الواقع تولى بنفسه جميع امتيازات السلطان.